# 烏來商圈
烏來商圈位於新北市烏來區的泰雅族部落內，是一個泰雅族文化特色相當濃厚的觀光地區。廣義的說，它包含了烏來老街、烏來溫泉、烏來台車站、瀑布商圈及瀑布公園等地區。

## 商圈觀光
一般人潮的觀光方向是由新店方向經過台九甲線到達烏來商圈。

### 烏來老街
依上述方向首先會到達烏來老街。老街的公共設施有停車場、公廁，及各式商家，包括餐廳、小吃、水果攤、原住民傳統衣飾、飾品店、彩券行、溫泉會館等等。其中烏來泰雅民族博物館即接近老街入口處、烏來區立圖書館則位於老街中段處。

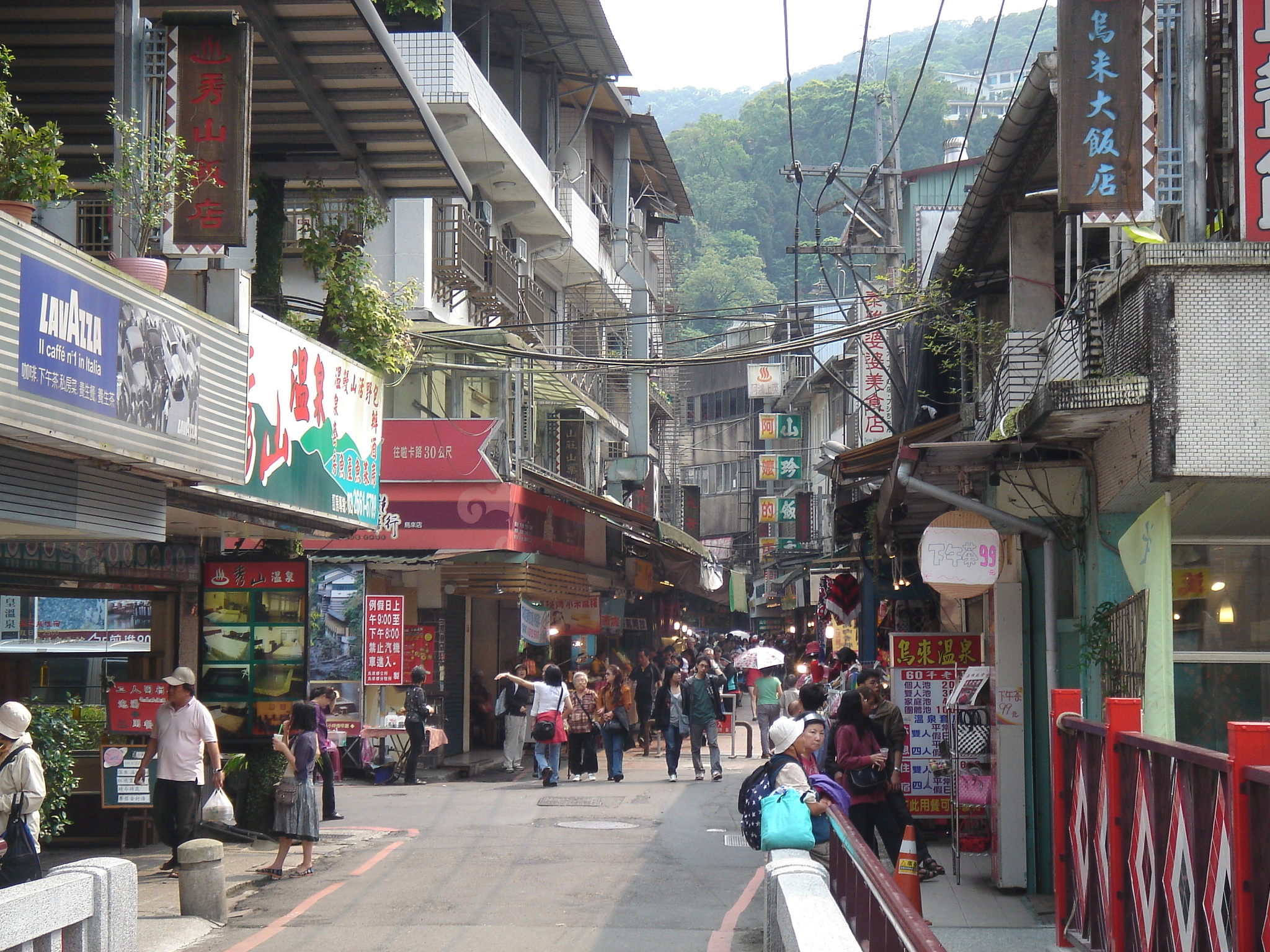
烏來老街入口處
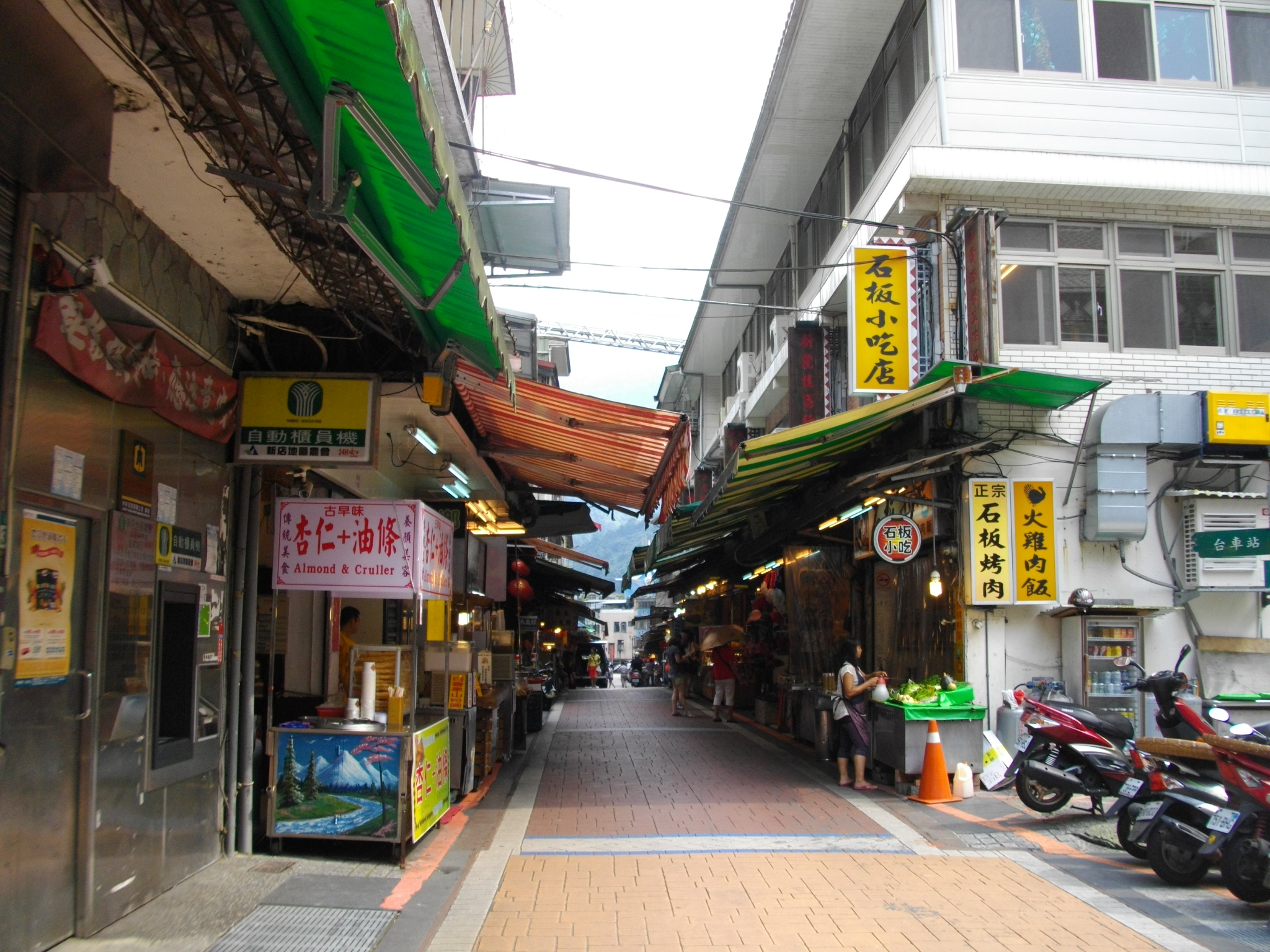
烏來老街
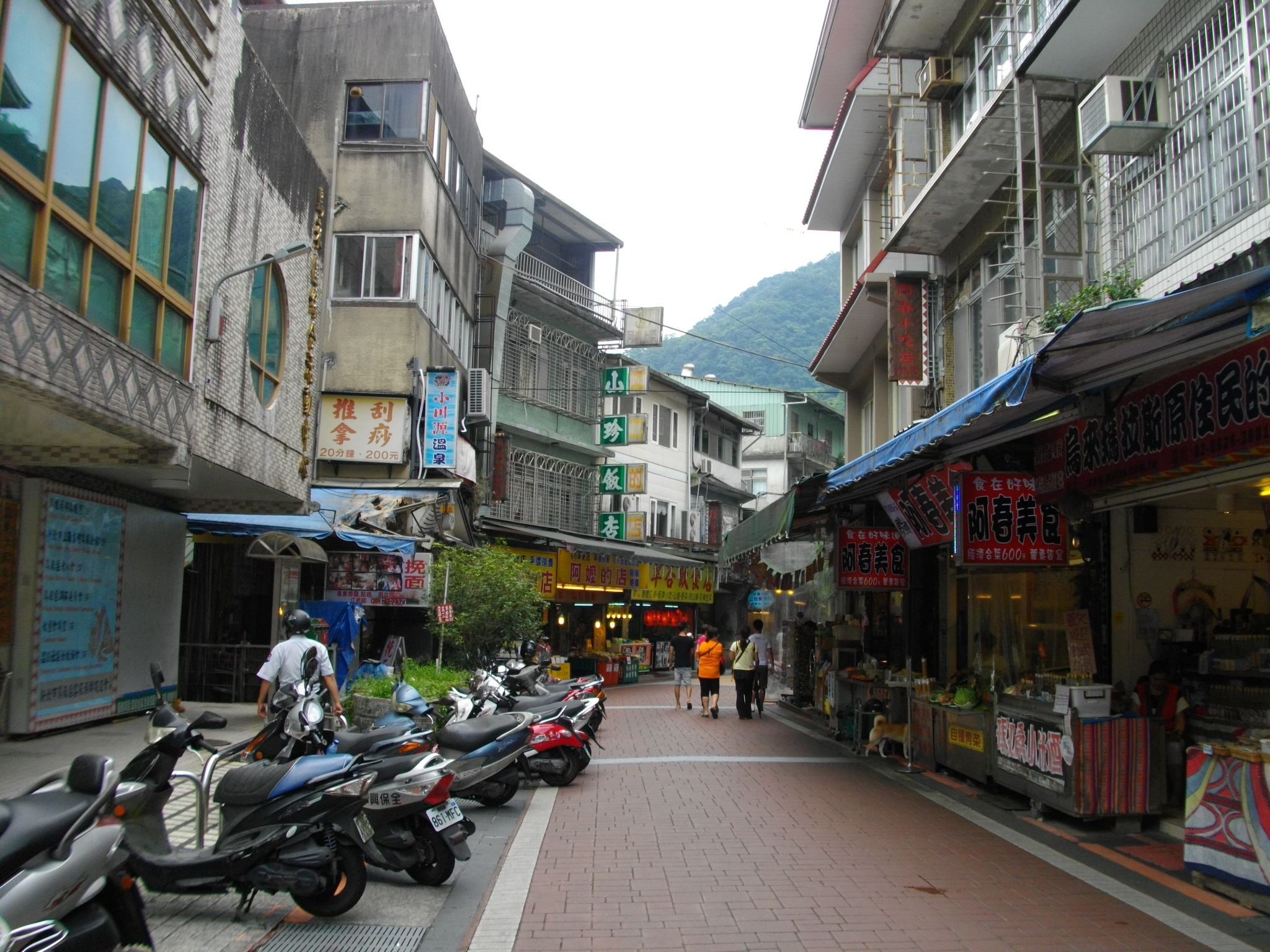
烏來老街
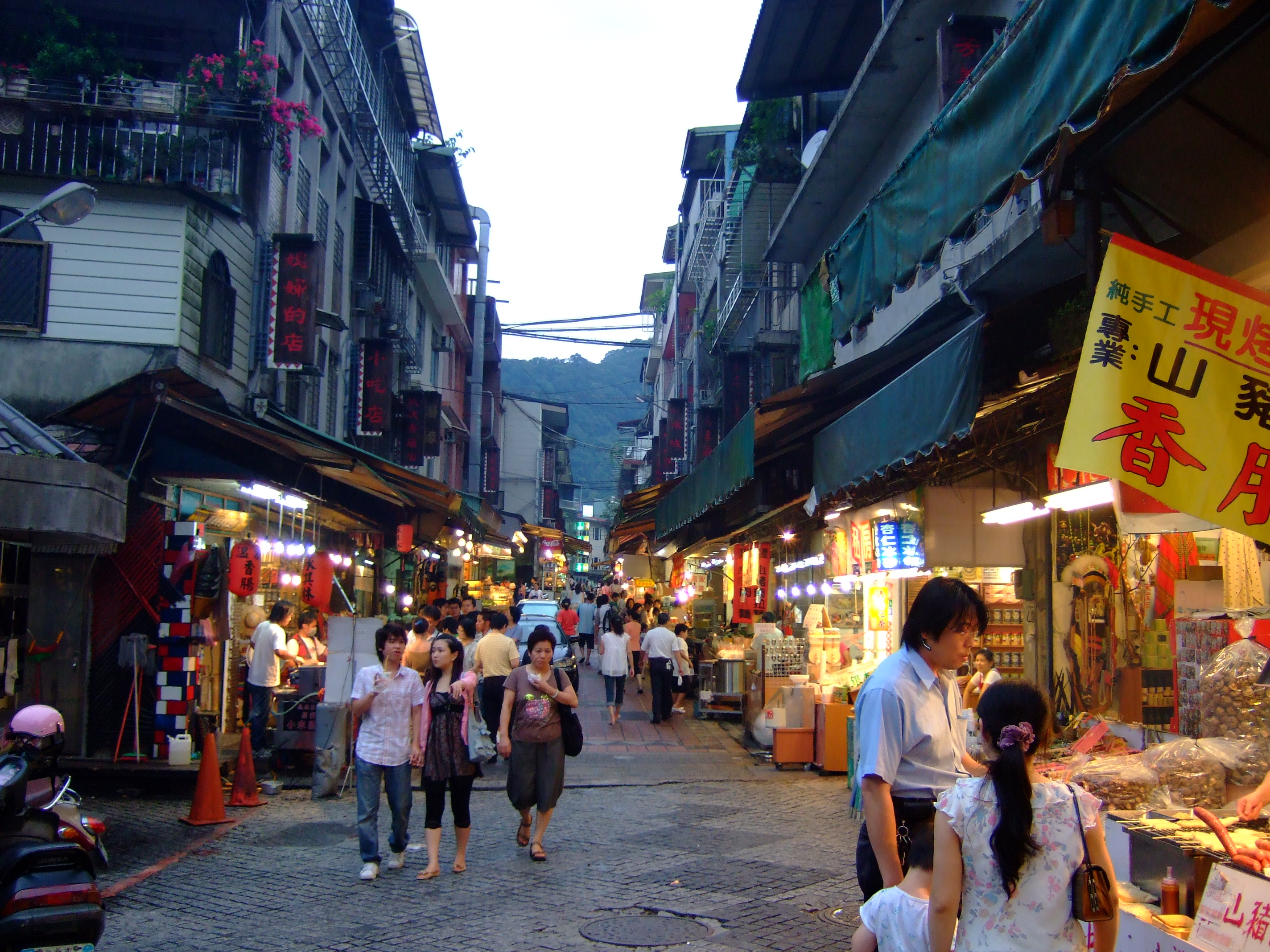
烏來老街夜景

### 烏來台車站
自烏來老街通過覽勝大橋後，沿著一尊原住民男揹女的巨大雕像旁的階梯向上走，即可到烏來台車站。台車站為收費式台車。台車站有二處，另一處於瀑布商圈內。台車的單趟行駛時間約四分鐘，台車開近瀑布商圈時，會繞過一個隧道轉向，並在出口處搭載要回到出發站的旅客。

### 烏來溫泉
烏來具有相當豐富的天然溫泉資源，於溫泉街上有許多的溫泉會館。

### 瀑布商圈
瀑布商圈上一般是指門牌為「瀑布」的商家群。公共設施亦有停車場及公廁。交通上可以搭乘台車到達，或在通過覽勝大橋後左轉溫泉街，接情人步道後步行到達。
商圈前有一廣場名為「勇士廣場」，從這裡能相當清楚地眺望著名的地標象徵物「烏來瀑布」，另有泰雅族勇士及兩條狗的雕像。廣場上另有商家擺置露天咖啡座。另外每逢春季，勇士廣場便會開滿烏來著名的山櫻花（實際開花情況依每年的溫度不一），區公所也會舉辦櫻花祭等相關活動。商家的形態與老街相近，其中更有商家提供需門票的原住民歌舞表演及大型溫泉渡假飯店。烏來林業生活館、烏來纜車站也位於瀑布商圈內。

### 烏來纜車站
纜車站可以搭乘空中纜車通往雲仙樂園，但為自費交通工具。

### 瀑布公園
瀑布公園位於瀑布商圈的上方，為一座山區型的公園。有許多山中小徑皆可通往瀑布公園，主要可以利用商家酋長文化村右側的階梯登上，跨過產業道路環山路後再往上走，即能看見「瀑布公園」入口的題字石塊。
瀑布公園內四處設有泰雅族的文化介紹牌。入口為櫻花大道，沿著櫻花大道走會通往景觀平台，中間能經過蛙之谷及高砂紀念碑。

## 交通狀況
由於年節期間烏來商圈常湧進大批的觀光人潮，造成交通癱瘓。所以年節期間通常會有交通管制，阻擋非住在山區的民用車進入，以確保住在烏來山區的民眾能順利返家。搭乘公車運輸時有新店客運849直達烏來總站。

## 外部連結
- 烏來老街-新北市觀光旅遊網 （页面存档备份，存于）
- 烏來瀑布 空中纜車-新北市觀光旅遊網 （页面存档备份，存于）
- 烏來觀光台車-新北市觀光旅遊網 （页面存档备份，存于）
- 烏來瀑布-新北市觀光旅遊網 （页面存档备份，存于）
- 烏來溫泉-新北市觀光旅遊網 （页面存档备份，存于）